# Trabeculus schillingi
Trabeculus schillingi är en insektsart som beskrevs av Rudow 1866. Trabeculus schillingi ingår i släktet Trabeculus och familjen fjäderlöss. Inga underarter finns listade i Catalogue of Life.